# Maki Yūkō
Maki Yūkō (槇 有恒, Yūkō Maki, nascut el 5 de febrer de 1894 a Sendai, mort el 2 de maig de 1989 a Tòquio), també conegut com a Maki Aritsune, fou un alpinista japonès.

## Carrera
Maki va pujar el mont Fuji a l'edat de deu anys. Va fer moltes ascensions en la seva adolescència, incloent el mont Aso. Va fundar un club d'escalada, mentre estudiava Dret a la Universitat de Keiō a Tòquio, on es va graduar en 1919. Va continuar els seus estudis als Estats Units i a la Gran Bretanya.
A més de nombroses escalades a Suïssa en el període 1919-1921, el 10 de setembre 1921 va fer la primera ascensió de l'Eiger per l'aresta Mittellegi amb els guies de muntanya Fritz Amatter, Samuel Brawand i Fritz Steuri. Va fer una donació de 10.000 francs per la construcció del refugi Mittellegi.
El 1922 va fer la primera ascensió hivernal del mont Yari (3.180 msnm) al Japó. El 1925, juntament amb cinc muntanyencs japonesos i tres guies de muntanya de Suïssa, va fer la primera ascensió del mont Alberta (3.619 msnm}) a les muntanyes Rocoses del Canadà. L'expedició va ser patrocinada pel príncep Chichibu.
En 1926 va ser de nou als Alps, assolint l'ascens del Cerví per l'aresta de Zmutt, juntament amb el príncep Chichibu.
La carrera com alpinista de Maki va ser interrompuda per la Segona Guerra Mundial, que li va impedir de liderar una expedició japonesa a l'Himàlaia. El 1956 Maki va dirigir la tercera expedició japonesa al cim nepalès de vuit mil metres Manāslu. Els expedicionaris Toshio Imanishi i el xerpa Gyalzen Norbu van fer la primera ascensió del Manāslu el 9 de maig de 1956.

## Publicacions
- Maki, Yuko; Imanishi, T. «The ascent of Manaslu». Himalayan Journal, 20, 1957. Arxivat de l'original el 31 d’octubre 2014 [Consulta: 28 gener 2013]. Arxivat 31 October 2014[Date mismatch] a Wayback Machine.
- Maki, Aritsune. The ascent of Manaslu.  Tòquio: Mainichi, 1956.
- Manaslu: For Boys and Girls.  Tòquio: Mainichi, 1957.